# História do Linux
A História do Linux começou em 1991 com o início de um projeto pessoal de um estudante finlandês chamado Linus Torvalds com o intuito de criar um novo núcleo de sistema operacional.
Desde então, o núcleo Linux resultante foi marcado por um crescimento constante ao longo de sua história. A partir do lançamento inicial de seu código-fonte em 1991, cresceu de um pequeno grupo de arquivos em C sob uma proibitiva licença de distribuição comercial, em 1991, a possuir mais de 370 megabytes de fonte sob a licença GPL.

## Eventos que levaram à criação
O sistema operativo Unix foi concebido e implementado por Ken Thompson e Dennis Ritchie (ambos dos AT&T Bell Laboratories) em 1969  e primeiramente lançado em 1970. Sua disponibilidade e portabilidade fizeram com que fosse amplamente adotado, copiado e modificado por instituições acadêmicas e negócios. Seu design influenciou autores de outros sistemas.[carece de fontes?]
Em 1983, Richard Stallman começou o Projeto GNU com o objetivo de criar um Sistema operacional tipo Unix gratuito e livre.  Como parte desse trabalho, ele escreveu a GNU General Public License (GPL).  No começo dos anos 1990, havia software quase suficiente para se criar um sistema operacional completo. Entretanto, o núcleo GNU, chamado de Hurd, não conseguiu atrair atenção suficiente dos desenvolvedores, deixando o GNU incompleto.
Outro projeto de sistema operacional livre, inicialmente lançado em 1977, foi o Berkeley Software Distribution (BSD). Foi desenvolvido pela Universidade da Califórnia em Berkeley a partir da  versão 6 do Unix da AT&T. Uma vez que o BSD continha código do Unix do qual a AT&T era proprietária, a AT&T entrou com um processo (USL v. BSDi) no começo dos anos 1990 contra a Universidade da Califórnia. Isso limitou fortemente o desenvolvimento e adoção do BSD.
Em 1985, a Intel lançou o 80386, o primeiro microprocessador x86 com conjunto de instruções de 32-bit e MMU com paginação.
Em 1986, Maurice J. Bach, of AT&T Bell Labs, publicou The Design of the UNIX Operating System. Essa descrição definitiva cobria principalmente o núcleo System V versão 2, com algumas novas características da versão 3 e do BSD.
O MINIX, um sistema operacional tipo Unix pensada para uso acadêmico, foi lançado por Andrew S. Tanenbaum em 1987. Se bem o código-fonte do sistema estava disponível, modificações e redistribuições não era permitidas. Ademais, o design do MINIX de 16-bit não se adaptou muito bem às características da cada vez mais barata e popular arquitetura de 32-bit do Intel 386 para computadores pessoais.
Esses fatores e a falta de uma adoção ampla de um kernel livre deram o impulso para que Torvalds iniciasse seu projeto. Ele declarou que se o núcleo GNU ou o núcleo 386BSD estivessem disponíveis naquela época, ele possivelmente não teria escrito o seu próprio.

## A criação do Linux

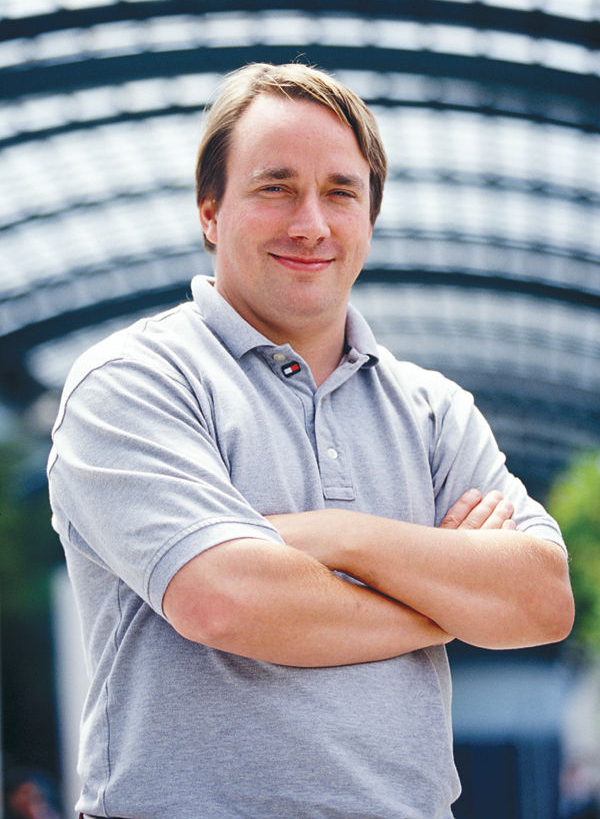
Linus Torvalds em 2002

Em 1991, em Helsinki, Linus Torvalds começou o projeto que mais tarde se tornaria o núcleo Linux. Era inicialmente um emulador de terminal, o qual Torvalds usava para acessar os grandes servidores UNIX da universidade. Ele escreveu um programa especificamente para o hardware que estava usando e independente de um sistema operacional porque queria usar as funções de seu novo computador com um processador 80386. O desenvolvimento foi feito no MINIX usando o GNU C compiler, o qual é ainda hoje a escolha principal para compilar o Linux (embora o código possa ser construído com outros compiladores, como o Intel C Compiler).[carece de fontes?]
Como Torvalds escreveu em seu livro Just for Fun, ele eventualmente percebeu que havia escrito o núcleo de um sistema operacional. No dia 25 de agosto de 1991, ele anunciou esse sistema em um post no newsgroup "comp.os.minix." da Usenet:

Olá a todos que estão usando minix -
Eu estou fazendo um sistema operacional livre (é apenas um hobby, não será grande e profissional como o gnu) para os clones AT 386(486). Está sendo desenvolvido desde abril e está quase pronto. Gostaria de receber qualquer feedback sobre o que as pessoas gostam/não gostam no minix, uma vez que o meu SO se parece um pouco com ele (mesmo layout físico de sistema de arquivos (devido a razões práticas) entre outras coisas.
No momento eu o portei para bash(1.08) e gcc(1.40), e as coisas parecem funcionar. Isso implica que irei conseguir algo prático dentro de poucos meses e gostaria de saber quais características a maioria das pessoas gostaria que tivesse. Quaisquer sugestões são bem-vindas,
mas não prometo que eu vá implementá-las :-)
Linus (torvalds@kruuna.helsinki.fi)

PS. Sim — ele não tem nenhum código minix, e possui um fs multitarefa. Ele NÃO é portável (usa troca de contexto 386, etc), e provavelmente nunca será compatível com nada além de discos rígidos AT, uma vez que isso é tudo o que eu tenho :-(.— Linus Torvalds 

## O nome

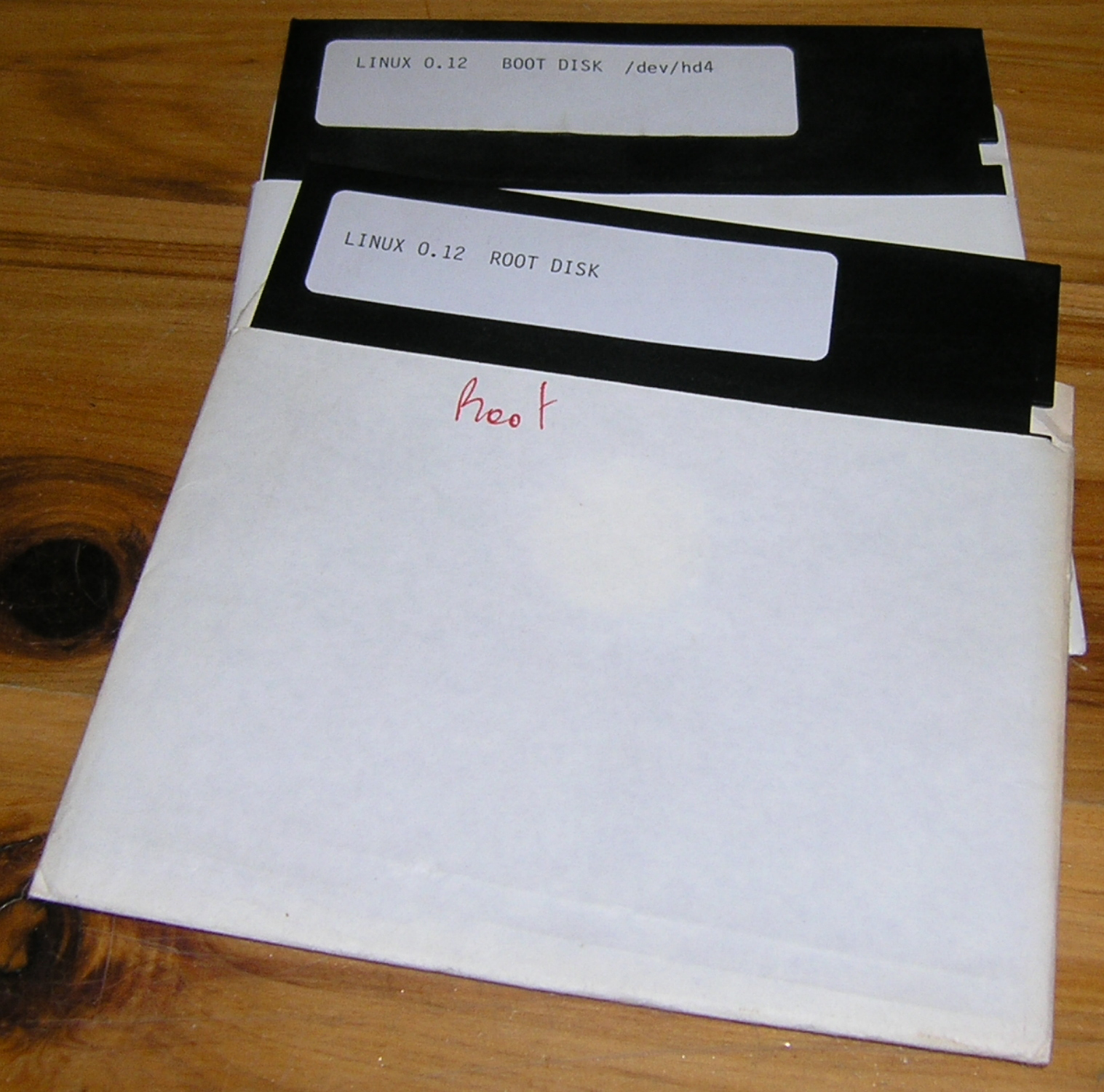
Disquetes contendo uma versão bem inicial do Linux.

Linus Torvalds queria chamar seu invento de Freax, um portmanteau de "freak", "free", and "x" (como uma alusão ao Unix). Durante o começo de seu trabalho no sistema, ele guardou os arquivos sob o nome de "Freax" por cerca de um ano. Torvalds já havia considerado o nome "Linux," mas inicialmente o descartou por ser demasiadamente egocêntrico.
Com o intuito de facilitar o desenvolvimento, foi feito o upload dos arquivos para o FTP server (ftp.funet.fi) da FUNET em setembro de 1991. Ari Lemmke, que trabalhava junto com Torvalds na Universidade de Helsinki e era um dos administradores voluntários do servidor FTP naquela época, não achava que "Freax" fosse um bom nome. Então, deu ao projeto o nome de "Linux" no servidor sem consultar Torvalds. Mais tarde, contudo, Torvalds consentiu o nome "Linux".
Para demonstrar como a palavra "Linux" deveria ser pronunciada, Torvalds incluiu um guia de áudio (reproduzirⓘ) com o código-fonte do núcleo.

## Linux sob a licença GNU GPL
Torvalds primeiramente publicou o núcleo Linux sob sua própria licença, que tinha restrições no que diz respeito à atividade comercial.
O software a ser usado junto com o núcleo era o desenvolvido como parte do Projeto GNU, licenciado sob os termos da GNU General Public License, uma licença de software livre. O primeiro lançamento do núcleo Linux, o Linux 0.01, incluía um binário do Bash shell do GNU.
Nas "Notas para o lançamento do linux 0.01", Torvalds listou que o software GNU era necessário para o funcionamento do Linux:
Infelizmente, um núcleo por si só não leva a lugar nenhum. Para conseguir um sistema que funcione, são necessários um shell, compiladores, uma biblioteca etc. Essas são partes separadas e podem estar sob um copyright mais restrito (ou mesmo menos restrito). A maioria das ferramentas usadas com o linux são software GNU e estão sob o copyleft GNU. Tais ferramentas não estão na distribuição - pergunte-me (ou ao GNU) para mais informações.
Em 1992, ele sugeriu o lançamento do núcleo sob a GNU General Public License. Ele anunciou sua decisão primeiramente nas notas de lançamento da versão 0.12. Em meados de dezembro de 1992, ele publicou a versão 0.99 usando a GNU GPL.
Desenvolvedores do Linux e do GNU trabalharam para integrar os componentes do GNU com o Linux para fazer um sistema operacional totalmente funcional e totalmente livre.
Torvalds declarou que “tornar o Linux compatível com a GPL foi definitivamente a melhor coisa que eu já fiz.”

## Controvérsia quanto à nomenclatura GNU/Linux
A designação "Linux" foi usada inicialmente por Torvalds apenas para o núcleo Linux. O núcleo foi, contudo, usado frequentemente em conjunto com outros softwares, especialmente os do projeto GNU, tornando-se rapidamente a mais popular adoção do software GNU. Em junho de 1994, no boletim do GNU, o Linux era referido como um "clone livre do UNIX", e o projeto Debian começou a chamar seu produto de Debian GNU/Linux. Em maio de 1996, Richard Stallman publicou o editor Emacs 19.31, no qual o tipo do sistema foi renomeado de Linux para Lignux. Essa grafia tinha a intenção de referir-se especificamente à combinação de GNU e Linux, mas foi rapidamente abandonada e substituída por "GNU/Linux".
Esse nome provocou reações variadas. Os projetos GNU e Debian usam esse nome, embora a maioria das pessoas simplesmente usam o termo "Linux" para referir-se à combinação.

## Mascote oficial

Tux

Torvalds anunciou em 1996 que haveria um mascote para o Linux, um pinguim. Isso deve-se ao fato de que quando se estava por escolher um mascote, Torvalds mencionou que ele havia sido bicado por um pequeno pinguim em uma visita ao Zoológico & Aquário Nacional de Camberra, Austrália. Larry Ewing foi o responsável pelo esboço original do hoje bem conhecido mascote, baseado em sua descrição. O nome "Tux" foi sugerido por James Hughes como um derivativo de Torvalds' UniX.

## Novo desenvolvimento

### Núcleo
Existem muitos outros conhecidos mantenedores do núcleo Linux além de Torvalds, como Alan Cox e Marcelo Tosatti. Cox foi o mantenedor da versão 2.2 do núcleo até esse ser descontinuado no final de 2003. Da mesma maneira, Tossatti foi o mantenedor da versão 2.4 do núcleo até meados de 2006. Andrew Morton é o responsável pelo desenvolvimento e administração do núcleo 2.6, o qual teve sua primeira versão estável lançada em 18 de dezembro de 2003. Também as branches mais antigas ainda são constantemente aprimoradas.

### Comunidade

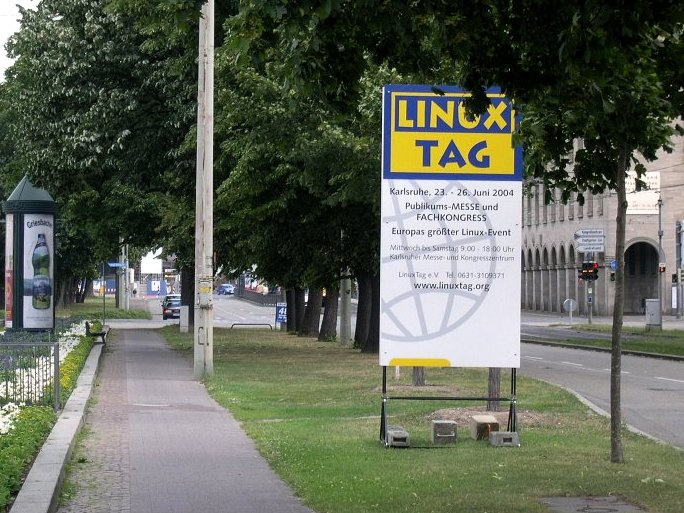
LinuxTag em Karlsruhe, 2004.

A maior parte do trabalho no Linux é feita pela comunidade: os milhares de programadores em todo o mundo que usam Linux e enviam suas sugestões de aprimoramento aos mantenedores. Várias companhias também ajudaram não apenas no desenvolvimento dos núcleos, mas também com a escrita do corpo do software auxiliar, que é distribuído junto com o Linux.
É lançado tanto por projetos organizados como o Debian, quanto por projetos conectados diretamente a companhias como o Fedora e o openSUSE. Os membros dos respectivos projetos encontram-se em várias conferências e eventos, com o objetivo de intercambiar ideias. Um dos maiores desses eventos é o LinuxTag na Alemanha (atualmente em Berlim), onde cerca de 10.000 pessoas se reúnem anualmente, com o intuito de discutir sobre o Linux e sobre projetos associados a ele.

### OOpen Source Development Labse aLinux Foundation
O Open Source Development Labs (OSDL) foi criado no ano 2000 e é uma organização independente sem fins lucrativos que persegue o objetivo de otimizar o Linux para uso em data centers, entre outros. Funcionou como patrocinadora de Linus Torvalds e também de Andrew Morton (até meados de 2006 quando Morton transferiu-se para a Google). Torvalds trabalha em tempo integral para o OSDL, desenvolvendo núcleos do Linux.
Em 22 de janeiro de 2007, o OSDL e o Free Standards Group uniram-se para formar a Linux Foundation, estreitando seus respectivos focos para a promoção da competição do GNU/Linux com o Microsoft Windows.

### Empresas
Apesar do fato ter o código-fonte aberto, algumas poucas empresas obtém lucro do Linux. Essas companhias, a maiorias das quais também são membros do Open Source Development Lab, investem recursos substanciais no avanço e desenvolvimento do Linux, com o objetivo de torná-lo adequado para aplicação em várias áreas. Isso inclui doação de hardware para os desenvolvedores de drivers, doações em dinheiro para as pessoas que desenvolvem software Linux, e o emprego de programadores do Linux na companhia. Alguns exemplos são a IBM e a HP, que usam o Linux em seus próprios servidores, e a Red Hat, que mantém sua própria distribuição. Da mesma forma, a Nokia apoia o Linux pelo desenvolvimento e licenciamento do Qt em LGPL, o qual torna possível o desenvolvimento do KDE, e pelo emprego de alguns desenvolvedores do X e do KDE.

## Controvérsia sobre o Linux
O Linux sempre tem sido cercado por controvérsias desde a sua concepção.

### "O Linux é obsoleto"
Em 1992, Andrew S. Tanenbaum, reconhecido cientista da computação e autor do sistema de micronúcleo Minix, escreveu um artigo no newsgroup comp.os.minix da Usenet com o título "O Linux é obsoleto", o qual marcou o começo de um famoso debate sobre a estrutura do então recente núcleo Linux. Entre as críticas mais significativas figuravam as seguintes:
- O núcleo era monolítico e portanto ultrapassado.
- A falta de portabilidade, devido ao uso de características exclusivas dos processadores Intel 386. "Escrever um sistema operacional que está fortemente atado a um tipo particular de hardware, especialmente um esquisito como são os da linha Intel, é basicamente errado."[22]
- Não há controle estrito sobre o código-fonte por nenhuma pessoa em particular.[23]
- O Linux empregava uma série de características que eram inúteis (Tanenbaum acreditava que um sistema de arquivos que realizasse multitarefas fosse simplesmente um "hack para melhorar o desempenho").[24]

A previsão de Tanenbaum de que o Linux se tornaria ultrapassado dentro de poucos anos e seria substituído pelo GNU Hurd (que ele considerava ser mais moderno) mostrou-se incorreta. O Linux foi portado para todas as principais plataformas e seu modelo de desenvolvimento aberto levou a um exemplar caminho de desenvolvimento. Em contraste, o GNU Hurd ainda não alcançou o nível de estabilidade que permitiria que fosse usado em locais de produção. Sua rejeição à linha de processadores 386 da Intel por serem "esquisitos" também provou-se nada visionária, uma vez que a série de processadores x86 e a Intel Corporation tornaria-se mais tarde quase ubíqua nos computadores pessoais.

### Samizdat
Em seu livro não-publicado Samizdat, Kenneth Brown declarou que Torvalds copiou ilegalmente código do MINIX. Essas acusações foram refutadas por Tanenbaum:

Ele [Kenneth Brown] queria entrar na questão da propriedade, mas ele também estava tentando evitar me dizer qual era seu verdadeiro propósito, então ele não formulava [a questão] muito bem. Finalmente ele me perguntou se eu pensava que Linus escreveu o Linux. Eu disse que até onde eu sabia, Linus escreveu todo o núcleo sozinho, mas que após seu lançamento, outras pessoas começaram a aperfeiçoar o núcleo, o qual era muito primitivo inicialmente, e acrescentarem novos softwares ao sistema — essencialmente o mesmo modelo de desenvolvimento do MINIX. Então ele começou a focar nisso, com questões como: "Ele não roubou partes do MINIX sem permissão?" Eu disse a ele que o MINIX tinha claramente uma enorme influência sobre o Linux em muitos aspectos, do layout do sistema de arquivos ao código-fonte, mas que eu não pensava que Linus tivesse usado meu código.
As declarações, a metodologia e as referências do livro foram seriamente questionadas e no final nunca foram lançadas, sendo descartadas pelo site da distribuidora.

### Competição com aMicrosoft
Embora Torvalds tenha dito que a sensação da Microsoft de sentir-se ameaçada pelo Linux no passado não tenha tido consequências sobre ele, os campos da Microsoft e do Linux tiveram várias interações antagonísticas entre 1997 e 2001. Isso tornou-se bastante claro pela primeira vez em 1998, quando o primeiro Halloween document foi trazido à luz por Eric S. Raymond. Era uma espécie de pequeno ensaio de um desenvolvedor da Microsoft que procurava expor as ameaças que o software livre representava para a Microsoft e identificava estratégias para contrapor-se às ameaças percebidas. Contudo, a Free Software Foundation publicou uma declaração dizendo que a produção de software proprietário pela Microsoft era ruim para os usuários de software pois negava a eles a sua "devida liberdade."
A competição entrou em uma nova fase no começo de 2004, quando a Microsoft publicou os resultados de estudos de caso de consumidores avaliando o uso do Windows em comparação com o Linux, com o nome de “Get the Facts” (Obtenha os Fatos) em sua própria página na internet. Baseado em consultas, analistas, e alguns pesquisadores financiados pela Microsoft, os estudos de caso sustentavam que o uso empresarial do Linux em servidores era comparativamente inferior ao uso do Windows em termos de confiabilidade, segurança e custo total de propriedade.
Em resposta, distribuidores comerciais do Linux produziram seus próprios estudos, enquetes e testemunhos para opor-se à campanha da Microsoft. No final de 2004, a campanha da Novell foi intitulada “Unbending the truth” (Desvelando a verdade) e procurou sublinhar as vantagens bem como dissipar as questões legais amplamente divulgadas na adoção do Linux (particularmente à luz do caso SCO v IBM). A Novell referiu-se particularmente aos estudos da Microsoft em muitos pontos. A IBM também publicou uma série de estudos sob o título de “The Linux at IBM competitive advantage” (O Linux e a vantagem competitiva da IBM) para, mais uma vez, fazer frente à campanha da Microsoft. A Red Hat lançou uma campanha chamada “Truth Happens” (A verdade acontece) focada em deixar a performance do produto falar por si só, ao invés de fazer propaganda dele através de estudos.[carece de fontes?] A maioria dos membros da comunidade Linux lidou com a questão de maneira calma e com piadas como "O Linux e seus computadores nunca ficam azuis" ou "Mais cedo ou mais tarde migraremos". Além disso, a revista LinuxUser também publicou um review do Windows XP meio em tom de brincadeira com as mesmas críticas comumente feitas a uma típica distribuição do Linux.
No outono de 2006, a Novell e a Microsoft anunciaram um acordo de cooperação em interoperabilidade de software e proteção de patentes. Isso incluía um acordo que tanto os clientes da Novell quanto os da Microsoft não poderiam ser processados por violação de patentes. Essa proteção de patentes também foi expandida para desenvolvedores de software não-livre. Essa última parte foi criticada porque incluía apenas desenvolvedores de software não-comercial.
Em julho de 2009, a Microsoft submeteu 22.000 linhas de código-fonte para o núcleo Linux sob a licença GPLV2, as quais foram subsequentemente aceitas. Embora isso tenha sido referido como "um gesto histórico" e como um possível indicativo de uma melhoria nas atitudes corporativas da Microsoft para com o Linux e o software de código-aberto, a decisão não foi totalmente altruísta, uma vez que prometia levar a significativas vantagens competitivas para a Microsoft e evitar ações legais contra ela. A Microsoft na verdade foi compelida a fazer essa contribuição para o código quando Stephen Hemminger, o principal engenheiro da Vyatta e colaborador do Linux, descobriu que a Microsoft havia incorporado um driver de rede Hyper-V, com componentes de licença de código-aberto GPL, estaticamente ligados a binários de código-fechado, em contravenção à licença GPL. A Microsoft contribuiu com os drivers para retificar a violação de licença, embora a companhia houvesse tentado passar a imagem de ter feito um ato caridoso, e não a de ter tentado evitar uma ação legal contra si. No passado a Microsoft qualificou o Linux de "câncer" e "comunista".

### Distribuições Linux
Algumas de suas distribuições principais em termos de estabilidade e/ou popularidade:
- Debian
- Slackware
- Arch
- OpenSUSE
- Manjaro
- Sabayon
- SolusOS
- Antergos
- Mageia
- Redhat
- Kali Linux
- Fedora
- Ubuntu

- Linux Educacional - Um projeto do Governo Federal que visa melhorar o aproveitamento dos laboratórios de informática das escolas, tendo diversas versões. Atualmente na versão 5.0, apresenta diferentes atividades educativas e planos de aula que auxiliam o ensino e a aprendizagem.

### SCO
Em março de 2003, o SCO Group acusou a IBM de violar seu copyright sobre o UNIX ao transferir código do UNIX para o Linux. O SCO reivindica a propriedade dos direitos autorais sobre o UNIX e um processo foi aberto contra a IBM. A Red Hat, então, entrou com um processo contra o SCO que, desde então, foi alvo de vários processos relacionados a esse tema. Ao mesmo tempo em que entrou com sua ação, o SCO começou a vender licenças Linux para usuários que não quisessem correr o risco de uma possível reclamação por parte da empresa. Porém, como a Novell também alega possuir direitos autorais sobre o UNIX, ela entrou com uma ação contra o SCO.
Posteriormente, o SCO entrou com um pedido de falência.

### Direitos sobre a marca
Entre 1994 e 1995, várias pessoas de diferentes países tentaram registrar o nome "Linux" como uma marca registrada comercial. Logo após, pedidos de pagamentos de royalties foram emitidos para várias empresas Linux, um passo com o qual muitos desenvolvedores e usuários do Linux não concordaram. Linus Torvalds reagiu contra essas empresas com a ajuda da Linux International e foi concedida a marca comercial para o nome, a qual ele transferiu para a Linux Internacional. Posteriormente, a proteção da marca foi administrada por um empresa sem fins lucrativos específica, a Linux Mark Institute. No ano 2000, Linus Torvalds especificou as regras básicas para a atribuição de licenças. Isso significa que qualquer um que ofereça um produto ou serviço com o nome “Linux” deve possuir uma licença para tanto, a qual pode ser obtida através de uma compra única.
Em junho de 2005, uma nova controvérsia surgiu no que tange ao uso dos royalties gerados pelo uso da marca Linux. O Linux Mark Institute, representante dos direitos de Linus Torvalds, anunciou um aumento de preço de 500 para 5.000 dólares para o uso do nome. Esse passo foi justificado como sendo necessário para cobrir os crescentes custos de proteção da marca.
Em resposta a esse aumento, que desagradou a comunidade, Linus Torvalds fez um anúncio no dia 21 de agosto de 2005, com o objetivo de esclarecer os mal-entendidos. Ele descreveu a situação e o cenário em um e-mail, além de tratar da questão de quem tinha que pagar os custos da licença:
[...] E vamos repetir: alguém que não quer _proteger_ aquele nome nunca faria isso. Você pode chamar qualquer coisa de "MyLinux", mas o lado negativo é que pode haver alguém que sim _protegeu_ e que lhe envie uma carta exigindo que você desista do nome. Ou ainda, se o nome acabar aparecendo em uma pesquisa de marcas comerciais que o LMI precisa fazer periodicamente apenas para proteger a marca (outra exigência legal para marcas comerciais), o próprio LMI pode lhe enviar uma carta exigindo que você desista do nome ou adquira uma sublicença.

Em dado momento ou você escolhe outro nome ou adquire uma sublicença. Está vendo? Trata-se do fato de que _você_ precisa ou não de proteção, e não de que o LMI queira dinheiro ou não.

[...] Finalmente, apenas para deixar claro: não apenas eu não ganho um centavo do dinheiro advindo da marca, como o próprio LMI (quem realmente administra a marca) historicamente tem até agora sempre perdido dinheiro com isso. Essa não é uma maneira de sustentar uma marca, então eles estão tentando no mínimo tornarem-se autossuficientes, mas até agora eu posso afirmar que as taxas dos advogados que _dão_ a proteção que as empresas comerciais querem têm sido maiores que as taxas das licenças. Mesmo os advogados pro bono cobram pelo tempo de seus custos e paralegais etc.— Linus Torvalds

Desde então, o Linux Mark Institute começou a oferecer uma sublicença gratuita com cobertura mundial.

## Cronologia
- 1983: Richard Stallman lança o projeto GNU com o objetivo de criar um sistema operacional livre.
- 1989: Richard Stallman escreve a primeira versão da GNU General Public License.
- 1991: O núcleo Linux é anunciado publicamente no dia 25 de agosto por um estudante finlandês de 21 anos chamado Linus Benedict Torvalds.[10]
- 1992: O núcleo Linux é licenciado sob os termos da GNU GPL. As primeiras "distribuições do Linux" são criadas.
- 1993: Mais de 100 desenvolvedores trabalham no núcleo Linux. Com a sua ajuda, o núcleo é adaptado ao ambiente GNU, o que cria um grande espectro de tipos de aplicação para o Linux. A mais antiga distribuição do Linux ainda existente, o Slackware, é lançado pela primeira vez. Mais tarde, no mesmo ano, é estabelecido o projeto Debian. Hoje é a distribuição que possui a maior comunidade.
- 1994: Em março, Torvalds julga que todos os componentes do núcleo estão totalmente amadurecidos: ele lança a versão 1.0 do Linux. O projeto XFree86 contribui com uma interface gráfica de usuário (GUI). Nesse ano, as companhias Red Hat e SUSE publicam a versão 1.0 de suas distribuições do Linux.
- 1995: O Linux é portado para o DEC Alpha e para o Sun SPARC. Nos anos seguintes é portado para um número ainda maior de plataformas.
- 1996: A versão 2.0 do núcleo Linux é lançada. O núcleo agora pode servir a vários processadores ao mesmo tempo, tornando-se então uma alternativa séria para muitas companhias.
- 1998: Muitas grandes companhias como a IBM, a Compaq e a Oracle anunciam seu apoio ao Linux. Ademais, um grupo de programadores começa a desenvolver a interface gráfica de usuário KDE.
- 1999: Um grupo de desenvolvedores começa a trabalhar no ambiente gráfico GNOME, que deveria tornar-se um substituto livre para o KDE, o qual dependia do então software proprietário Qt toolkit. A IBM anuncia um grande projeto em apoio ao Linux.
- 2004: A equipe XFree86 separa-se e junta-se ao padrão existente X Window para formar a X.Org Foundation, o que resulta em um desenvolvimento substancialmente mais rápido do X Window Server para Linux.
- 2005: O projeto openSUSE começa a lançar uma distribuição livre da comunidade da Novell. Além disso, em outubro, o projeto OpenOffice.org introduz a versão 2.0, compatível com os padrões da OASIS OpenDocument.
- 2006: A Oracle lança sua própria distribuição da Red Hat. A Novell e a Microsoft anunciam uma cooperação para uma melhor interoperabilidade.
- 2007: A Dell começa a vender laptos com o Ubuntu pré-instalado.
- 2011: A versão 3.0 do núcleo Linux é lançada.
- 2015: A versão 4.0 do núcleo Linux é lançada.
- 2016-atual: A versão 4.4 do núcleo Linux é lançada.

## Refêrencias
1. ↑  «Linux Headquarters' kernel page». Consultado em 25 de dezembro de 2008
2. ↑  Anúncio inicial do Projeto GNU, 1983
3. ↑  «Berkeley UNIX and the Birth of Open-Source Software»
4. ↑  Marshall Kirk McKusick. «Twenty Years of Berkeley Unix From AT&T-Owned to Freely Redistributable»
5. ↑  Intel 80386
6. ↑  Bach, Maurice (1986), The Design of the UNIX Operating System, ISBN 0-13-201799-7, Prentice Hall
7. ↑  «Linus vs. Tanenbaum debate». Consultado em 28 de agosto de 2014. Arquivado do original em 3 de outubro de 2012
8. ↑  «The Choice of a GNU Generation - An Interview With Linus Torvalds»
9. 1 2 3 4  Torvalds, Linus and David Diamond, Just for Fun: The Story of an Accidental Revolutionary, 2001, ISBN 0-06-662072-4
10. 1 2  Torvalds, Linus Benedict (1991). «comp.os.minix». Consultado em 6 de setembro de 2009
11. ↑  Torvalds, Linus: What would you like to see most in minix? Usenet group comp.os.minix, August 25, 1991.
12. ↑  Torvalds, Linus (1994). «Index of /pub/linux/kernel/SillySounds». Consultado em 3 de agosto de 2009
13. 1 2 3  Torvalds, Linus: Notes for linux release 0.01 kernel.org, 1991.
14. ↑  Torvalds, Linus (5 de janeiro de 1992). «RELEASE NOTES FOR LINUX v0.12». Linux Kernel Archives. Consultado em 23 de julho de 2007. O copyright do Linux vai mudar: Eu recebi alguns pedidos para fazê-lo compatível com o copyleft GNU, removendo a condição "você não pode redistribuí-lo por dinheiro. Eu concordo. Eu propus a mudança no copyright que confirma a compatibilidade com o GNU - esperando a aprovação das pessoas que ajudaram a escrever o código. Eu acredito que isso não será problema para ninguém: Se você tem queixas ("Eu escrevi aquele código achando que o copyright permaneceria o mesmo") escreva-me. Do contrário, o copyleft GNU passa a ter efeito a partir de 1º de fevereiro. Se você não sabe o essencial do copyright GNU - leia-o.
15. ↑  z-archive of Linux version 0.99[ligação inativa], kernel.org, December 1992
16. ↑  Hiroo Yamagata: The Pragmatist of Free Software, Linus Torvalds Interview, 05.08.1997
17. ↑  Linux and GNU - GNU Project - Free Software Foundation (FSF)
18. ↑  Govind, Puru (2006). «The "GNU/Linux" and "Linux" Controversy». Consultado em 26 de outubro de 2008. Cópia arquivada em 25 de fevereiro de 2009
19. ↑  «New Linux Foundation Launches — Merger of Open Source Development Labs and Free Standards Group» (Nota de imprensa). The Linux Foundation. 22 de janeiro de 2007. Consultado em 21 de janeiro de 2007. A computação está entrando em um mundo dominado por duas plataformas: Linux e Windows.
20. ↑  A. S. Tanenbaum (29 de janeiro de 1992). «LINUX is obsolete». Grupo de notícias: comp.os.minix. 12595@star.cs.vu.nl. Consultado em 16 de julho de 2008
21. ↑  A. S. Tanenbaum (30 de janeiro de 1992). «Re: LINUX is obsolete». Grupo de notícias: comp.os.minix. 12615@star.cs.vu.nl. Consultado em 16 de julho de 2008
22. ↑  Tanenbaum, Andy (1992). «Re: Unhappy campers». Consultado em 19 de outubro de 2008. Arquivado do original em 5 de junho de 2009
23. ↑  Andrew Tanenbaum, Linus Torvalds and others: Linux is obsolete Arquivado em 3 de maio de  2010, no Wayback Machine. Usenet post, 29.01.1992
24. ↑  The GNU Hurd Project
25. ↑  Tanenbaum, Andrew S. «Some Notes on the "Who wrote Linux" Kerfuffle, Release 1.5». Consultado em 22 de outubro de 2009
26. ↑  Free Software Foundation (19 de junho de 2007). «Is Microsoft the Great Satan?». Philosophy of the GNU Project. Consultado em 14 de agosto de 2007. Vemos que a Microsoft está fazendo algo que é ruim para os usuários de software; fazendo software proprietário e portanto negando aos usuários sua devida liberdade. Mas a Microsoft não está sozinha nisso: quase todas as empresas de software fazem a mesma coisa com os usuários. Se outras empresas conseguem dominar menos usuários que a Microsoft, isso não é por falta de tentar.
27. ↑  «Get the Facts». Microsoft. 2004. Consultado em 24 de novembro de 2006
28. ↑  «Open Letter to Community from Novell». Novell. 2006. Consultado em 23 de março de 2007
29. ↑  
John Fontana. «Microsoft stuns Linux world, submits source code to kernel». Consultado em 20 de julho de 2009. Arquivado do original em 2 de dezembro de 2009. Em um gesto histórico, a Microsoft submeteu, na segunda-feira, código-fonte de driver para inclusão no núcleo Linux sob uma licença GPLv2 license. [...] Greg Kroah-Hartman, o Linux driver project lead and a Novell fellow, disse ter aceitado as 22.000 linhas do código da Microsoft às 09:00 hs da segunda-feira. Kroah-Hartman disse que o código da Microsoft estará disponível como parte do próximo lançamento do Linux nas próximas 24 horas. O código se tornará parte da lançamento da versão estável 2.6.30.1 [...] Então todo o mundo poderá ver o código, afirmou.
30. ↑  Paul, Ryan (2009). «Microsoft aims at VM market with Linux kernel code offering». Consultado em 22 de julho de 2009
31. ↑  Holwerda, Thom (2009). «Microsoft's Linux Kernel Code Drop Result of GPL Violation». Consultado em 23 de julho de 2009
32. ↑  Microsoft (2009). «Microsoft Contributes Linux Drivers to Linux Community». Consultado em 23 de julho de 2009
33. ↑  Richmond, Gary (2009). «Yes Linus, Microsoft hating is a disease. And it's a pandemic». Consultado em 1 de agosto de 2009. Arquivado do original em 29 de julho de 2009
34. ↑  «SCO Group files for bankruptcy protection». CNet News.com. 14 de setembro de 2007. Consultado em 14 de janeiro de 2008
35. ↑  Linus Torvalds: Linus trademarks Linux?!! from the linux-Kernel mailing list, 21.08.2005
36. ↑  «Linux Mark Institute». Consultado em 24 de fevereiro de 2008. O LMI reestruturou seu programa de sublicenciamento. Nosso novo acordo de sublicenciamento é: Grátis — detentores de sublicenças aprovadas não pagam taxas; Perpétuo — a sublicença termina apenas em razão de quebra de contrato ou quando a sua organização deixa de usar sua marca; Cobertura Mundial — uma sublicença cobre o uso da marca em qualquer lugar do mundo